# 瀧山あかね
瀧山 あかね（たきやま あかね、1994年〈平成6年〉5月10日 - ）は、AbemaTVの専属キャスター（アナウンサー）。学生時代には、NMB48の研究生を経て、ベンヌ所属のローカルタレントとして近畿地方を中心に活動していた。

## 略歴
兵庫県尼崎市出身。小学生のころから女性アイドルが好きであり、小嶋陽菜（AKB48）を憧れの人に挙げている。アナウンサーでは加藤綾子に憧れていた。愛称の「ねっち」は、（名前に由来する）「あかねっち」の略称。幼稚園のころからジャズダンスを習い、中学時代はソフトテニス部に在籍。兵庫県で3位となり、近畿地区の大会に出場した。
高校在学中の2011年にNMB48の第2期オーディションで合格し、同年5月からNMB48に研究生として在籍。歌唱審査で歌った曲はAKB48の『渚のCHERRY』。在籍時のキャッチフレーズは、「あなたのハートをねっちがー（キャッチー） ねっちのハートをあなたがー（タッチー） 『ねっち』こと、瀧山あかねです」。関西学院大学の付属高校に通っていたが、学業と芸能活動との両立に悩んだことから、学業優先を理由に2011年12月10日の公演でNMB48からの卒業を発表。同月22日の卒業公演を経て、2012年1月15日の「オーマイガー!」発売記念イベントへの出演を最後に、NMB48としての活動を終了した。
NMB48在籍中からアナウンサーを志望していたため、NMB48卒業後は芸能活動を中断した上で関西学院大学文学部へ進学。進学後の2014年から、ローカルタレントとして、単独で芸能活動を再開。『村上マヨネーズのツッコませて頂きます!』（関西テレビ）で「初代なんでやねんガールズオーディション」に合格し、「なんでやねんガールズ」の一員として単独では初のレギュラー出演。
2015年1月5日からは、『Monday! SPORTS - JAM』（朝日放送ラジオ）のスポーツ生ワイド番組）のパーソナリティを担当。ラジオでは自身初のレギュラー番組ながら、スポーツ選手へのインタビューや取材も任されていたが、就職活動の準備などを理由に2016年9月19日放送分で降板した。
その後は、学業と並行しながら、ファッションモデルやタレントとして活動。アナウンサーになるためにアナウンススクールに通うが、東京のキー局のアナウンサー試験はすべて不合格。フジテレビの試験では最終面接まで進むも不合格となったためショックが大きく、人生で一番落ち込んだと話している。
東京で働くことを希望していたため地方局は受けず、出版社や一般企業などの就職試験に臨み大手企業の内定を得たが、アナウンススクールの講師からABEMAがアナウンサーを募集すると聞き、最後のチャンスとしてABEMAを受け、合格。2017年9月20日に、藤田かんな・西澤由夏と共に、AbemaTVの初代専属キャスターに採用されたことが発表された。新卒の大学生および、関東以外の地方の出身者から唯一の採用であった。
大学卒業後の2018年4月から、AbemaTVの専属キャスターとしての活動を正式に開始。28日配信の『ラスト亀田興毅』で「初鳴き」（番組デビュー）を果たすと、5月5日配信分では控室のリポーターも務めた。しばらくは制作の裏側の勉強のため、『矢口真里の火曜The NIGHT』では番組スタッフとして参加していた。
2023年5月、集英社『週刊プレイボーイ』23号にて水着グラビアを披露し、同誌表紙も担当した。同年11月に初写真集『あかねのね』を発売し、オリコン週間写真集ランキングで4位を記録。12月に初カレンダーを発売した。
2025年2月から配信開始のABEMAの恋愛サバイバル番組『ラブパワーキングダム〜恋愛強者選挙〜』に女性メンバーの1人として出演。出演について、「ABEMA自体がさまざまな挑戦をさせてくれる環境。いろんなことを挑戦させてくれることに感謝しています」と語った。同年4月、ファンクラブプラットフォーム「ミーグラム」で個人ファンクラブを開設した。

## 人物
身長171cm、A型。趣味はシーシャ。かつてはシーシャバーに通っていたほか、自宅にマイシーシャも持っている。特技はドミノ。「30秒間でセットして倒されたドミノの日本最多個数（スライド設置）」の日本記録達成者である。NMB48卒業後も2期生の同期とは仲が良く、上京している高野祐衣、島田玲奈、與儀ケイラとはよく飲みに行く仲である。
アナウンサーとして当初は報道を志望していたが、ABEMAではバラエティやスポーツジャンルの番組が多くシフトチェンジした。同期の西澤由夏について2023年のインタビューで、「西澤さんに対してはかなりコンプレックスがありました。私から見たら隙がないし、完璧すぎて。私はどちらかというと隙が出ちゃうタイプなので羨ましかった。『西澤さんがやっている番組を私もやりたい』『西澤さんと同じような扱われ方をされたい』と目標にしていました」と語っている。出演した番組で「趣味がシーシャ」「歴代彼氏は経営者」「男性に求める年収は数千万円以上」など赤裸々な発言で注目を浴び素のキャラを出せるようになると西澤へのコンプレックスはなくなり、「ずっと西澤さんが目標だったけれど、同じタイプのアナウンサーは2人もいらないなって。だったら西澤さんとは全然別のベクトルで、逆に西澤さんにはできないことをやろうって考え方が変わりました」と語っている。

## NMB48在籍時の参加曲

### シングルCD選抜曲
- 「オーマイガー!」に収録
  - 僕は待ってる
  - なんでやねん、アイドル

### 劇場公演ユニット曲
2期生「PARTYが始まるよ」公演
- クラスメイト

## 出演

### 現在（AbemaTVキャスター）

#### インターネットテレビ
- 72時間ホンネテレビ（2017年11月2日 - 5日、AbemaTV） - スタジオアナウンサー
- 輝け！AbemaTV AWARDS（2017年12月29日、AbemaTV）
- ラスト亀田興毅（2018年4月28日・5月5日、AbemaTV）
- チャンスの時間（2018年5月15日・8月8日、2020年8月12日[19]、AbemaTV）
- DDT LIVE! マジ卍（2018年5月 - 10月、YouTube）
- 土曜の夜は尻上がり!「ピーチゃんねる」（2018年6月16日・7月1日、AbemaTV） - アナウンサー
- 妄想マンデー（2018年6月19日、AbemaTV） - アナウンサー
- 矢口真里の火曜The NIGHT（2018年6月20日 - 、AbemaTV） - 出演自体は不定期
- 買えるバトルクラブ（2018年8月2日 - 、AbemaTV）
- アベマ大縁日〜人気番組勢ぞろい！神宮花火大会生中継で豪華プレゼント大放出SP〜（2018年8月11日、AbemaTV） - アシスタント[20]
- 石橋貴明プレミアム芸能界カジノ王決定戦（2018年8月19日、AbemaTV）
- 給与明細（2018年8月19日、AbemaTV）- 第18回潜入ガール[21][22]
- 熱闘!Mリーグ（2018年10月14日[23] - 11月26日、AbemaTV AbemaNewsチャンネル）- アシスタント（ローテーションで担当）[注 1]。番組卒業以降もナレーターとして番組に関わる。
- 大和証券Mリーグ2018（2018年12月3日 - 、AbemaTV麻雀チャンネル）-  レポーター[注 2]
- 10億円会議（2019年2月26日 - 4月30日、AbemaTV）-  サブMC
- Abemaミッドナイト競輪（2019年4月 - 6月、AbemaTV）- 日替わりで担当[24]
- WINTICKET ミッドナイト競輪（2019年6月 - 、AbemaTV）日替わりで担当
- DDT LIVE! 不要不急の路上電流爆破プロレスinさいたまスーパーアリーナ（2020年3月11日、AbemaTV）
- QUIZOOM（2020年5月4日 - 6日、ABEMA）
- 東京スケッチ （2021年9月8日、ABEMA）
- イースタンVSウエスタン - ポジション争奪全速ターン!-（2022年6月12日、ABEMA）[25]
- パーラーカチ盛り ABEMA店（2024年9月6日 - 、ABEMA）
- ラブパワーキングダム〜恋愛強者選挙〜（2025年2月19日 - 4月9日、ABEMA）[26]
- ABEMA BOATRACE COLORS「ときめきファンファーレ」（2025年4月 - 、ABEMA）　- 不定期でのMC担当

#### ウェブラジオ
- Abema学園（2018年8月24日 - 12月29日[27]、AbemaTVラジオチャンネル）[28][29]

#### 雑誌
- 週刊プレイボーイ23号（2023年5月26日）- 表紙グラビア[30]

#### 写真集
- あかねのね（2023年11月22日、宝島社）[31]

### タレント時代

#### テレビ
- 村上マヨネーズのツッコませて頂きます!（2014年4月27日 - 、関西テレビ） - 「なんでやねんガールズ」の一員として、ロケVTRやスタジオに出演。

#### ラジオ
- Monday! SPORTS - JAM（2015年1月5日 - 2016年9月19日、朝日放送ラジオ） - パーソナリティ

#### ファッションイベント
- 東京ガールズコレクション　- いずれもゲストモデルとして出演
  - TOKYO GIRLS COLLECTION by girlswalker.com '16 S/S（2016年3月19日、国立代々木競技場第一体育館）
  - TOKYO GIRLS COLLECTION by girlswalker.com '16 A/W（2016年9月3日、さいたまスーパーアリーナ）

#### その他
- 美学生図鑑